# René Louis de Voyer de Paulmy d'Argenson
René Louis de Voyer de Paulmy, 2e marquis d'Argenson, est un homme d'État et écrivain français né à Paris le 18 octobre 1694 et mort à Paris le 26 janvier 1757. Il fut secrétaire d'État des Affaires étrangères de Louis XV de 1744 à 1747, mais il est surtout connu pour ses travaux littéraires et historiques, en particulier ses Mémoires et son Journal.

## Biographie
Fils aîné du lieutenant général de police Marc René, 1er marquis d'Argenson (1652-1721) et de Marguerite Le Fèvre de Caumartin, il fait des études de droit et devient très jeune intendant du Hainaut (1720-1724) puis conseiller d'État. Il ne porte cependant guère d'intérêt à ces responsabilités administratives, à la différence de son frère cadet, le comte d'Argenson.
Il leur préfère les spéculations théoriques auxquelles il se livre au sein du Club de l'Entresol dont il est membre et où il fréquente les Philosophes, notamment Voltaire, Montesquieu, Ramsay et autres Bolingbroke. Il s'efforce d'imaginer un système diplomatique inspiré de la politique extérieure du cardinal de Richelieu ainsi qu'une théorie économique qui préfigure le libéralisme et la physiocratie. Aussi le maréchal de Richelieu a-t-il dit de lui qu'il était fait pour être secrétaire d'État dans la République de Platon.
Entre 1738 et 1740, il est ambassadeur de France au Portugal.
En novembre 1744, plusieurs mois après que la France fut officiellement entrée dans la guerre de Succession d'Autriche (1740-1748), aux côtés de la Prusse, il est nommé secrétaire d'État des Affaires étrangères par Louis XV. Pour rétablir l'hégémonie française en Europe, il cherche à mettre en pratique ses propres idées de système d'arbitrage international au profit de la France et en abaissant l'Espagne, l'Autriche et la Russie. Il s'efforce aussi de favoriser un regroupement des États italiens sous l'égide du Piémont.
Néanmoins, ses efforts sont contrecarrés par la diplomatie secrète du Roi, dont le ministre n'est même pas informé, et par les intrigues de la Cour. Les courtisans le surnomment « d'Argenson la bête ».
Son incapacité à pousser l'avantage diplomatique de la France après la victoire de Fontenoy (mai 1745) l'expose aux critiques et conduit à sa démission en janvier 1747.
Membre honoraire de l'Académie des inscriptions et belles-lettres en 1733, il en devient le président lorsqu'il quitte le gouvernement. Il consacre le reste de sa vie à des travaux littéraires. Il a laissé de nombreux écrits, publiés de son vivant ou après sa mort.
René-Louis de Voyer de Paulmy d'Argenson a épousé le 30 novembre 1718 Marie-Madeleine Françoise Méliand (1704-1781).
Le couple a eu deux enfants :
- Antoine René, 3e marquis d'Argenson, (1722-1787), qui épousa Anne Louise Jacquette Dangé (1723-1745), puis, en secondes noces, le 21 avril 1748, Suzanne Marguerite Fyot de La Marche (décédée en 1784) ;
- Marie Madeleine Catherine (25 mai 1724, décédée en 1768), qui épousa le  11 mai 1745 Yves Marie Desmarets de Maillebois, (1715-1791), fils du maréchal de Maillebois.

## Œuvres philosophiques, historiques et littéraires
Les Considérations sur le gouvernement de la France (1764), louées par Jean-Jacques Rousseau dans Du contrat social, furent composées pour l'essentiel dès 1734. L'auteur y examine « jusqu'où la démocratie peut être admise dans un État monarchique. »
Les Essais, composés vers 1736 et publiés en 1785, firent l'objet d'une nouvelle édition sous le titre Loisirs d’un ministre d’État en 1787. C'est un recueil de portraits et d'anecdotes sur des personnages contemporains qui, sous des dehors de bonhomie et de laisser-aller, ne manque pas de finesse. Une nouvelle édition en fut publiée sous le titre de Mémoires dans la Collection des mémoires relatifs à la Révolution (1825).
D'Argenson a également rédigé en partie l'Histoire du droit public ecclésiastique français (1737), ouvrage qui vise à démontrer les libertés de l'Église de France, dans la tradition du gallicanisme. Il a donné au Recueil de l'Académie des inscriptions un mémoire Sur les historiens français (1755) et au Journal économique trois lettres sur la liberté du commerce.
Les Mémoires du marquis d'Argenson et son Journal inédit ont été publiés en cinq volumes dans la Bibliothèque elzévirienne (1857-1858) : tome 1 ; tome 2 ;  tome 3 ; tome 4 ; tome 5
Ils ont fait l'objet d'une nouvelle édition augmentée en neuf volumes pour la Société de l'histoire de France par la veuve de Jules Renouard sous le titre Journal et Mémoires (1859-1867). C'est un des documents des plus précieux sur l'histoire politique et morale du règne de Louis XV.
Tome 1 ; tome 2 ; tome 3 ; tome 4 ; tome 5 ; tome 6 ; tome 7 ; tome 8 ; tome 9.

## Pensée économique
Le marquis d'Argenson est un précurseur des physiocrates, d’Adam Smith et des économistes classiques, auxquels il a légué la maxime "laissez-faire". Partisan de la liberté du commerce, critique envers les réglementations étatiques sur l’industrie et l’agriculture, le marquis d’Argenson a marqué, dans l’histoire de la pensée économique, un jalon important, lançant un mouvement libéral qui s’épanouira avec les physiocrates et Turgot, puis, au cours du XIXe siècle, avec toute l’école française d’économie.

## Résidences
- 1720 : 22, place des Vosges, Paris.
- 1719-1730 : château de Réveillon (Marne).
- Printemps 1748-1757 : il loue le château de Segrez  à Saint-Sulpice-de-Favières (actuel département de l'Essonne) au fermier général André Haudry.